# Episodi di Manuale per morire da sola
La prima stagione della serie televisiva Manuale per morire da sola (How to Die Alone), composta da 8 episodi, è stata pubblicata in prima visione assoluta negli Stati Uniti d'America sulla piattaforma di video on demand Hulu dal 13 settembre al 27 settembre 2024.
In Italia la stagione è stata interamente pubblicata sul servizio di streaming on demand Disney+ in concomitanza con la pubblicazione originale.
| nº | Titolo originale   | Titolo italiano          | Pubblicazione     |
| -- | ------------------ | ------------------------ | ----------------- |
| 1  | Stop Living        | Smettere di vivere       | 13 settembre 2024 |
| 2  | Lie and Deny       | Mentire e negare         | 13 settembre 2024 |
| 3  | Burn Bridges       | Bruciare i ponti         | 13 settembre 2024 |
| 4  | Settle             | Sistemarsi               | 13 settembre 2024 |
| 5  | Trust No One       | Non fidarsi di nessuno   | 20 settembre 2024 |
| 6  | Let Fear Win       | Lasciar vincere la paura | 20 settembre 2024 |
| 7  | Kill Your Darlings | Uccidere i propri cari   | 27 settembre 2024 |
| 8  | Get Lost           | Perdersi                 | 27 settembre 2024 |

## Smettere di vivere
- Titolo originale: Stop Living
- Diretto da: Jude Weng
- Scritto da: Natasha Rothwell

## Mentire e negare
- Titolo originale: Lie and Deny
- Diretto da: Renuka Jeyapalan
- Scritto da: Kristen Bartlett

## Bruciare i ponti
- Titolo originale: Burn Bridges
- Diretto da: Renuka Jeyapalan
- Scritto da: Mara Vargas Jackson

## Sistemarsi
- Titolo originale: Settle
- Diretto da: Shahrzad Davani
- Scritto da: Halsted Sullivan

## Non fidarsi di nessuno
- Titolo originale: Trust No One
- Diretto da: Tiffany Johnson
- Scritto da: Marquita J. Robinson

## Lasciar vincere la paura
- Titolo originale: Let Fear Win
- Diretto da: Shahrzad Davani
- Scritto da: Jen Regan

## Uccidere i propri cari
- Titolo originale: Kill Your Darlings
- Diretto da: Tiffany Johnson
- Scritto da: Vera Santamaria

## Perdersi
- Titolo originale: Get Lost
- Diretto da: Jude Weng
- Scritto da: Natasha Rothwell